# Lieberose
Lieberose (in basso sorabo Luboraz) è una città di 1 338 abitanti del Brandeburgo, in Germania.

Appartiene al circondario di Dahme-Spreewald ed è capoluogo dell'Amt Lieberose/Oberspreewald.
Lieberose è il più piccolo centro del Brandeburgo a possedere lo status di città.

## Storia
Nel 2003 venne aggregato alla città di Lieberose il soppresso comune di Doberburg.

## Geografia antropica
Alla città di Lieberose appartengono le frazioni (Ortsteil) di Blasdorf, Doberburg, Goschen e Trebitz.